# HMS Termagant (R89)
HMS Termagant (R89/F189) là một tàu khu trục lớp T được Hải quân Hoàng gia Anh Quốc chế tạo trong Chương trình Khẩn cấp Chiến tranh để phục vụ trong Chiến tranh Thế giới thứ hai. Sống sót qua cuộc chiến tranh, nó được cải biến thành một tàu frigate nhanh chống tàu ngầm Kiểu 16 vào năm 1952, mang ký hiệu lườn mới F189, và tiếp tục phục vụ cho đến khi bị tháo dỡ năm 1965.

## Thiết kế và chế tạo
Termagant được chế tạo tại xưởng tàu của hãng William Denny and Brothers ở Dumbarton, Scotland; và được đặt lườn vào ngày 25 tháng 11 năm 1941. Nó được hạ thủy vào ngày 22 tháng 3 năm 1943 và nhập biên chế cùng Hải quân Hoàng gia vào ngày 8 tháng 10 năm 1943.

## Lịch sử hoạt động
Vào ngày 7 tháng 10 năm 1944, Termagant cùng với tàu khu trục HMS Tuscan đã đánh chìm tàu phóng lôi Ý TA 37.
Sau chiến tranh, Termagant được cải biến thành một tàu frigate nhanh chống tàu ngầm Kiểu 16 vào năm 1952 với ký hiệu lườn mới F189. Nó đã tham gia cuộc Duyệt binh Hạm đội nhân lễ Đăng quang của Nữ hoàng Elizabeth II vào năm 1953, và đã tiếp tục phục vụ cho đến khi bị tháo dỡ bởi hãng Arnott Young ở Dalmuir năm 1965.